# Медалья Милагроса (станция метро)
«Медалья Милагроса» (исп. Medalla Milagrosa) — станция Линии E метрополитена Буэнос-Айреса.
Станция расположена в городском районе Парке Чакабуко, на пересечении Авениды Эва Перон с Автострадой 25 мая. Станция Медалья Милагроса была открыта 27 ноября 1985 года, позднее чем 2 соседние Эмилио Митре и Варела, которые начали функционировать в октябре того же года.
Название своё станция получила от находящейся поблизости церкви и одноимённого приходского училища.
Станция имеет единственную фреску, расположенную в вестибюле и изображающую движущийся ночью поезд метро. Как и другие станции, открытые в то же время, Медалья Милагроса покрыта плиткой цвета охры с двумя продольными полосами.

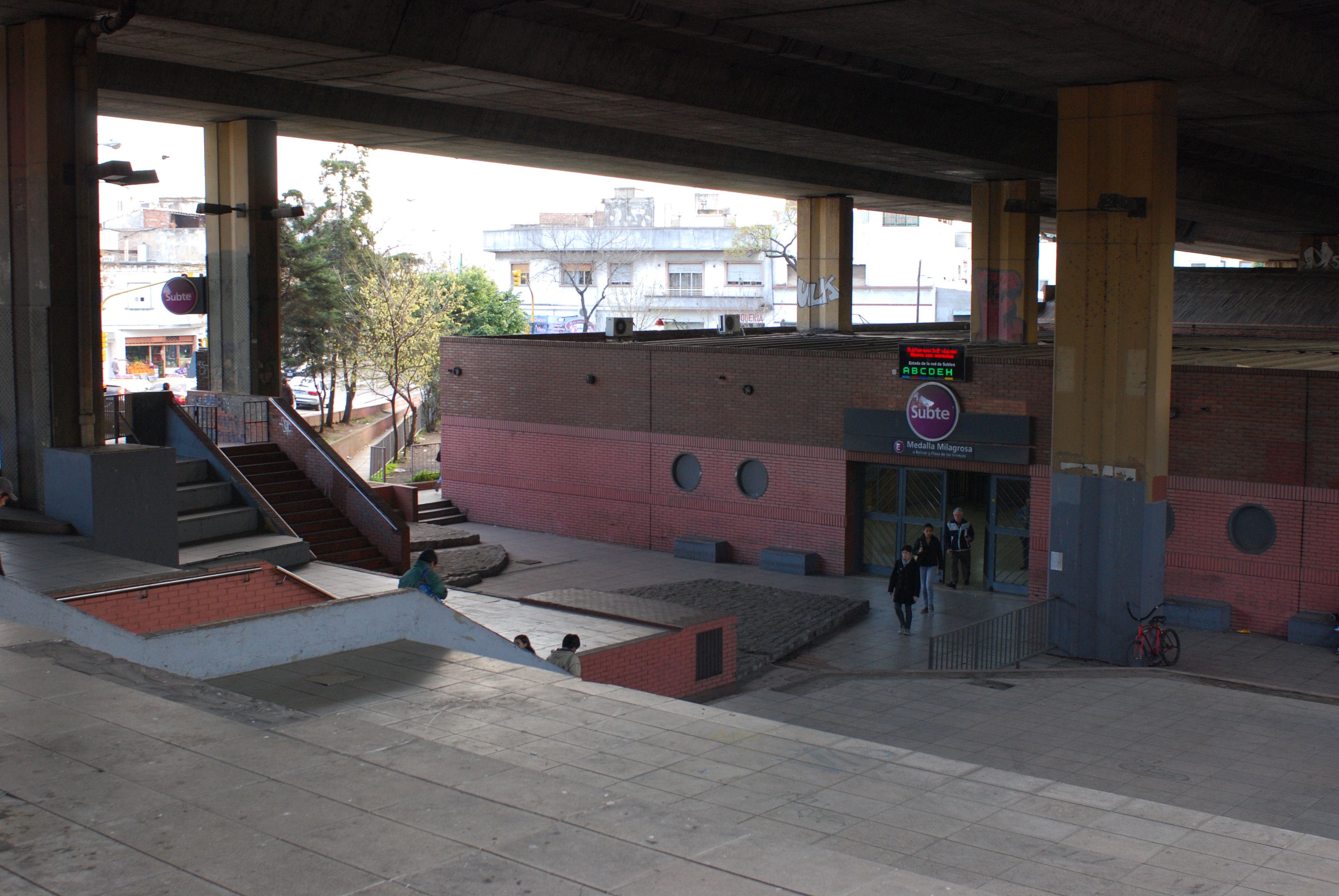
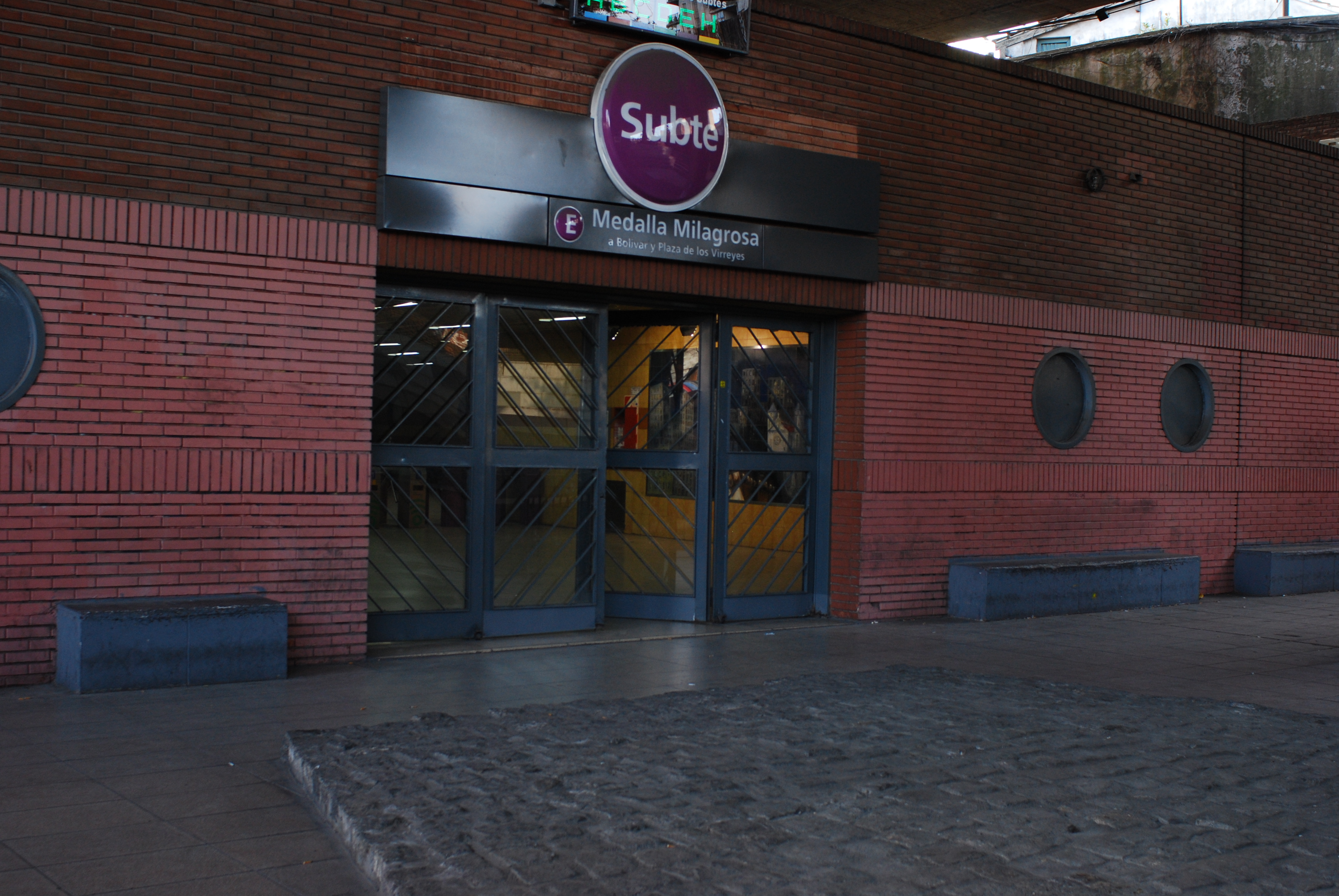
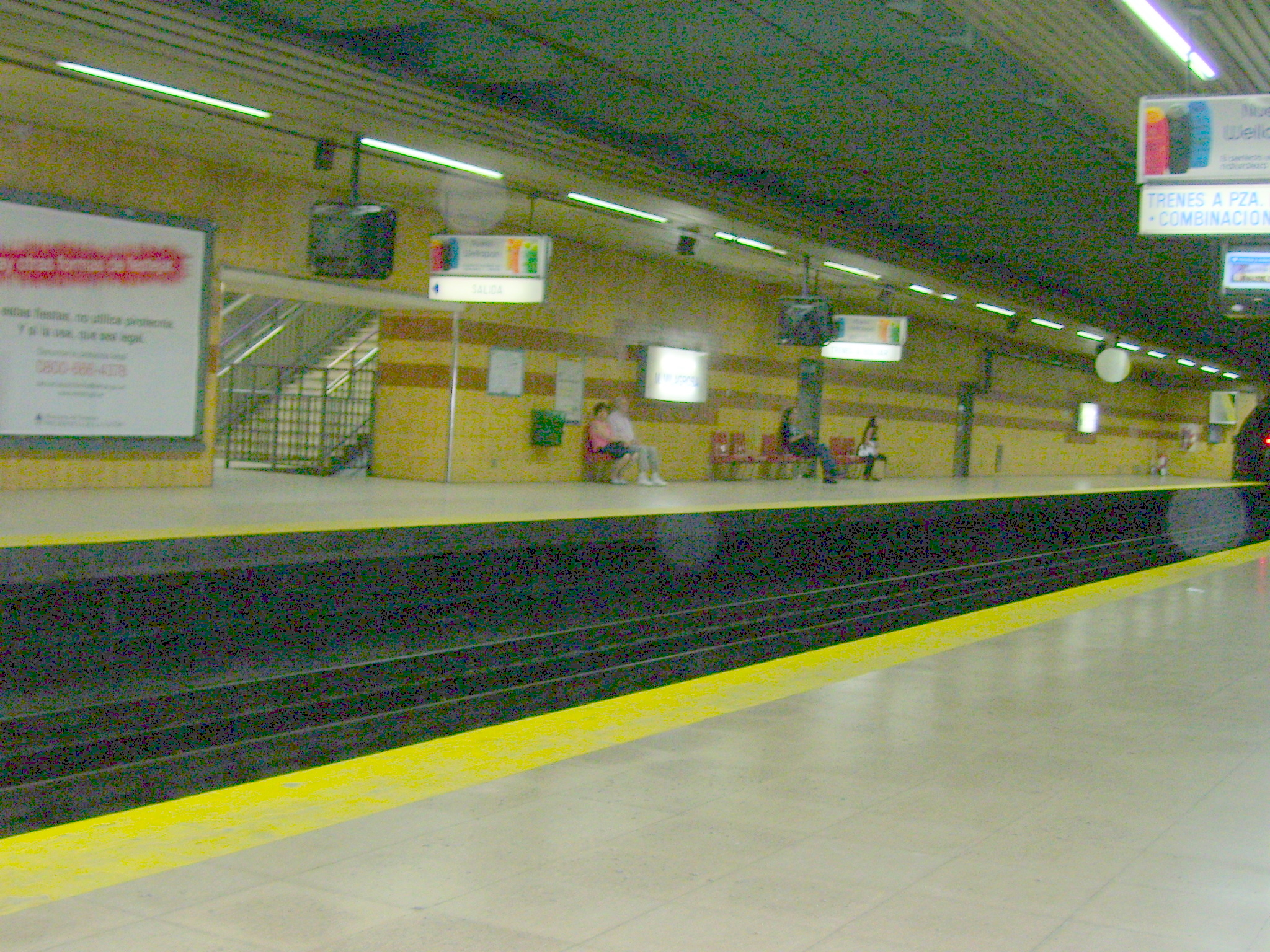
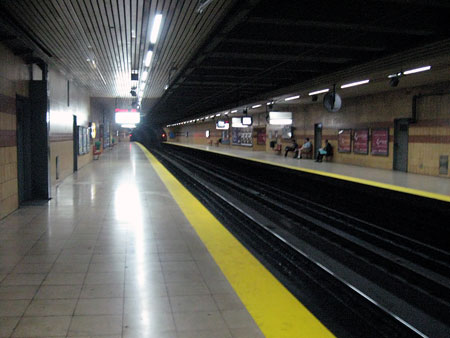